# Hartmut Koehler
Hartmut H. Koehler (geb. vor 1970) ist ein deutscher Biologe und Professor für Bodenökologie und Allgemeine Ökologie an der Universität Bremen.
Koehler studierte ab 1970 in Erlangen, Göttingen und Bremen Chemie und Erziehungswissenschaften. Er studierte auch an der University of California in Santa Barbara. In Göttingen diplomierte er zum Nahrungsspektrum und Nahrungsumsatz zweier Carabiden des Sollings, Pterostichus oblongopunctatus (F.) und Pterostichus metallicus (F.). 1984 folgte die Promotion an der Universität Bremen. 1994 wurde er dort mit dem Berninghausenpreis für ausgezeichnete Lehre und ihre Innovation ausgezeichnet. 1997 erhielt er die Venia legendi in Ökologie.
Hartmut Koehler lehrt in den Biologiestudiengängen der Uni Bremen und ist maßgeblich an dem Projekt ReviTec des UFT Bremen beteiligt.

## Veröffentlichungen (Auswahl)
- Methodische, ökologische und experimentelle Untersuchungen zur Sukzession der Mesofauna der Abdeckschicht einer Bauschuttdeponie unter besonderer Berücksichtigung der Gamasina (Acari, Parasitiformes) (Diss.), Bremen 1984